# Camille Adalbert Marie Clément de La Roncière-Le Noury
Camille Adalbert Marie Clément de La Roncière-Le Noury, francoski admiral, geograf in politik, * 31. oktober 1813, † 14. junij 1881.
Najbolj je znan po svoji vlogi v obleganju Pariza leta 1870.